# Ramaz Nozadze
Ramaz Nozadze (gruz. რამაზ ნოზაძე, ur. 16 października 1983) – gruziński zapaśnik. Srebrny medalista olimpijski z Aten i jedenasty w Pekinie.
Brał udział w dwóch igrzyskach (IO 04, IO 08). Walczył w stylu klasycznym. W 2004 zdobył srebro w wadze do 96 kg, w finale pokonał go Egipcjanin Karam Gaber. W Pekinie w 2008 zajął dwunaste miejsce. Był mistrzem świata w 2007, w 2003 zajął trzecie miejsce w tej imprezie. Zostawał mistrzem Europy w 2003 i 2007, był trzeci w 2008. Pierwszy w Pucharze Świata w 2003 i szósty w 2007 roku.